# Pilot Pen Tennis 1999 - Doppio
Il doppio del torneo di tennis Pilot Pen Tennis 1999, facente parte del WTA Tour 1999, ha avuto come vincitrici Lisa Raymond e Rennae Stubbs che hanno battuto in finale Elena Lichovceva e Jana Novotná con il punteggio di 7–6(1), 6–2.

## Teste di serie
1. Elena Lichovceva /  Jana Novotná (finale)
2. Lisa Raymond /  Rennae Stubbs (campionesse)

1. Mariaan de Swardt /  Olena Tatarkova (quarti di finale)
2. Anne-Gaëlle Sidot /  Nathalie Tauziat (primo turno)

## Tabellone

### Legenda
| - Q = Qualificato - WC = Wild card - LL = Lucky loser | - ALT = Alternate - SE = Special Exempt - PR = Protected Ranking | - w/o = Walkover - r = Ritirato - d = Squalificato |